# Melstone
Melstone – miasto w Stanach Zjednoczonych, w stanie Montana, w hrabstwie Musselshell.